# Barrio del Puerto (métro de Madrid)
Barrio del Puerto est une station de la ligne 7 MetroEste du métro de Madrid, en Espagne. Elle est établie sous l'avenue d'Espagne, dans le quartier auquel elle doit son nom, sur le territoire de la commune de Coslada.

## Situation sur le réseau
La station se situe entre Estadio Metropolitano à l'ouest et Coslada Central à l'est, en direction de Hospital del Henares. Située en zone tarifaire B1, elle fait partie du MetroEste, section orientale de la ligne 7.

## Histoire
La station est mise en service le 5 mai 2007, lors de l'ouverture du MetroEste entre Estadio Metropolitano et Henares.

## Services aux voyageurs

### Accès et accueil
L'accès à la station s'effectue par un édicule entièrement vitré situé en bordure du parc public, équipés d'escaliers, d'escaliers mécaniques et d'ascenseurs.

### Intermodalité
La station est en correspondance avec la ligne d'autobus interurbain n°288, exploitée par l'opérateur ETASA.